# 大府パーキングエリア
座標: 北緯35度1分51.1秒 東経136度55分57.2秒 / 北緯35.030861度 東経136.932556度
大府パーキングエリア（おおぶパーキングエリア）は、愛知県大府市の知多半島道路上にあるパーキングエリア。上り線、下り線ともに設置されている。

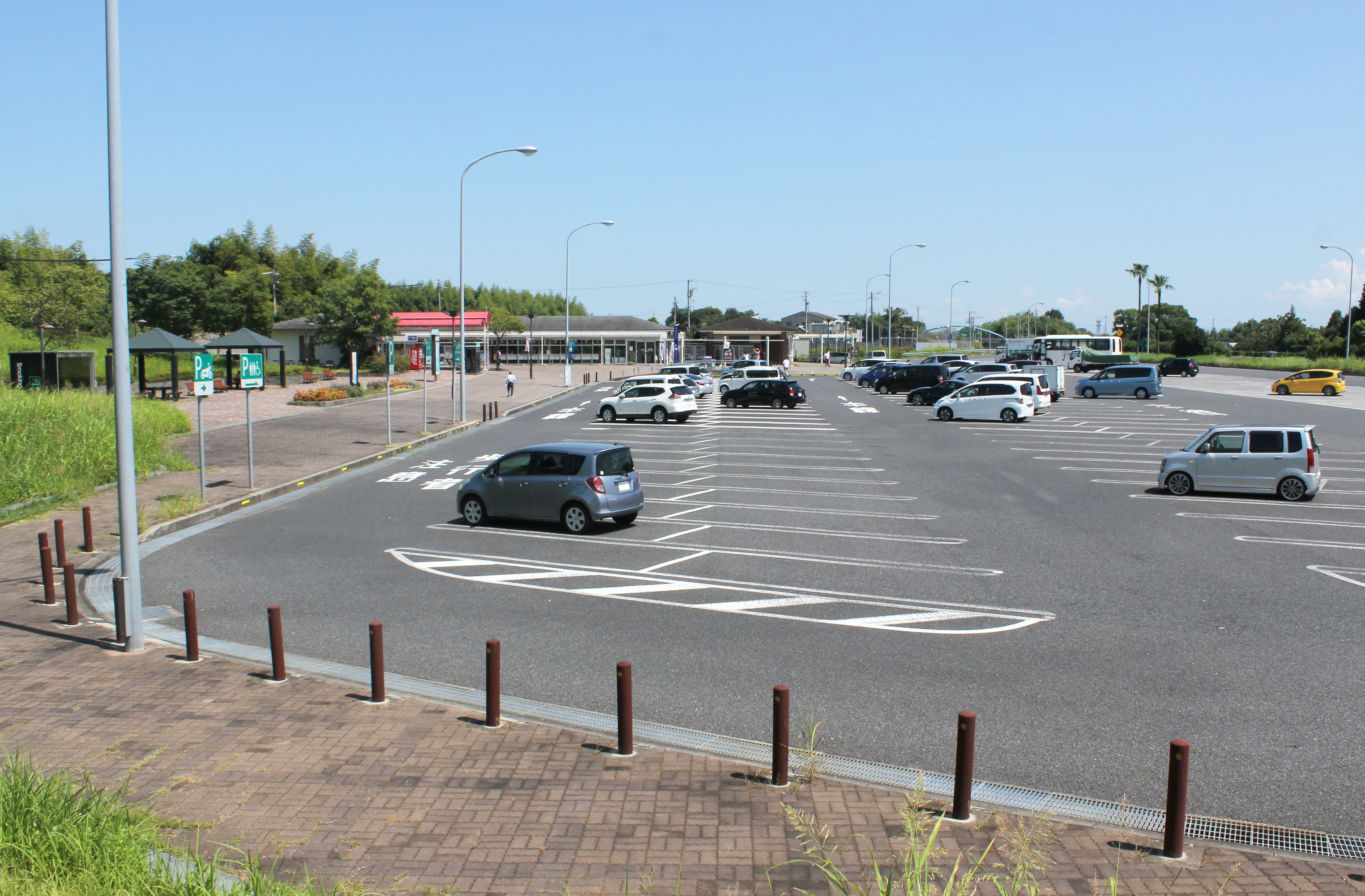
駐車場

## 道路
- E87 知多半島道路

## 施設
上り線は、阿久比パーキングエリア（下り線のみ）と同時に2018年7月リニューアルオープン。下り線は、2022年（令和4年）5月28日にオープン。

### 上り線
- 駐車場：154台
  - 普通車：115台
  - 大型車：33台
  - 身障者用：2台
  - 二輪車：4台
- トイレ
  - 男性：小16・大7（和式2・洋式5）、キッズトイレ・ベビーチェアあり
  - 女性：17（和式4・洋式13）、キッズトイレ・ベビーチェアあり
  - 多目的トイレ：2（オストメイト・ベビーチェア・ベビーシートあり）
- インフォーメーションスペース「華の種」
  - ベーカリー「マリアージュ ドゥ ファリーヌ」（8:00 - 18:00）
  - 和食「笠庵 賛否両論」（11:00 - 20:00）
  - お土産・ショップ「アクアイグニス」（8:00 - 20:00）
- 自動販売機

### 下り線
高速道路外にも駐車場があり、一般道からも利用できる。上り線エリアとは行き来できない。
- 駐車場：151台
  - 普通車：105台
  - 大型車：33台
  - 身障者用：1台
  - 二輪車：10台
  - 特大車：2台
- 休憩施設
  - 無料休憩所
  - トイレ
  - 道路情報提供コーナー
- 麺場 田所商店（8:00 - 20:00）
- コンビニエンスストア「ファミリーマート」（24時間）
  - 知多半島道路初の24時間営業の売店。

## 隣
E87 知多半島道路
大府西IC - 大高TB - 大府PA - 大府東海IC